# Warrington (Floride)
Pour les articles homonymes, voir Warrington (homonymie).
Warrington est une census-designated place du comté d'Escambia, dans l'État de Floride, aux États-Unis,. En 2020, elle compte une population de 15 218 habitants.